# Гладсаксе (муніципалітет)
Гладсаксе  — данський муніципалітет в складі Столичного регіону. 
Площа — 25 км , що становить 0,06% від площі Данії, без Ґренландії та Фарерських островів.

## Населення
| Рік       | 1980   | 1985   | 1990   | 1995   | 1999   | 2000   | 2003   | 2005   | 2008   | 2009   | 2010   | 2011   | 2014   |
| Населення | 64.954 | 62.470 | 60.882 | 61.369 | 61.783 | 61.867 | 62.006 | 62.007 | 62.562 | 63.233 | 64.102 | 64.951 | 66.693 |

Персоналії
- Пернілле Блуме — данська плавчиня, олімпійська чемпіонка та медалістка, триразова чемпіонка світу на короткій воді, багаторазова чемпіонка Європи.
- Петер Шмейхель — колишній данський футболіст, «Найкращий воротар світу» 1992 і 1993 років.
- Даніель Васс — данський футболіст, правий фланговий захисник, півзахисник іспанського клубу «Сельта».

## Міста-побратими

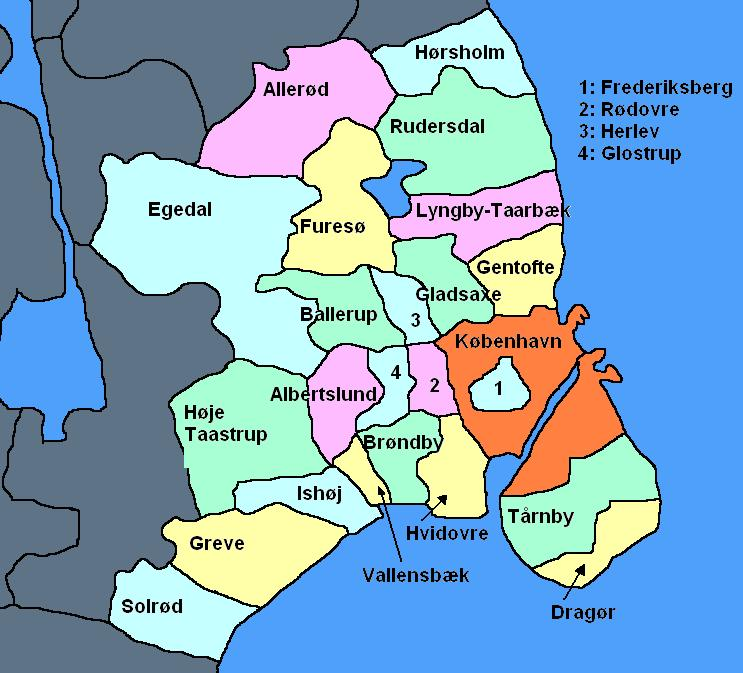

| - Альтона, Німеччина - Шарлоттенбурґ-Вільмерсдорф, Німеччина - Ґаньї, Франція - Гааберсті, Естонія - Клагенфурт-ам-Вертерзе, Австрія - Кошалін, Польща | - Мінден, Німеччина - Нарсак, Ґренландія - Нойбранденбург, Німеччина - Пірккала, Фінляндія - Пейслі, Велика Британія - Ші, Норвегія | - Сульна, Швеція - Спліт, Хорватія - Саттон, Велика Британія - Район Тайто, Японія - Веспрем, Угорщина |

## Світлини

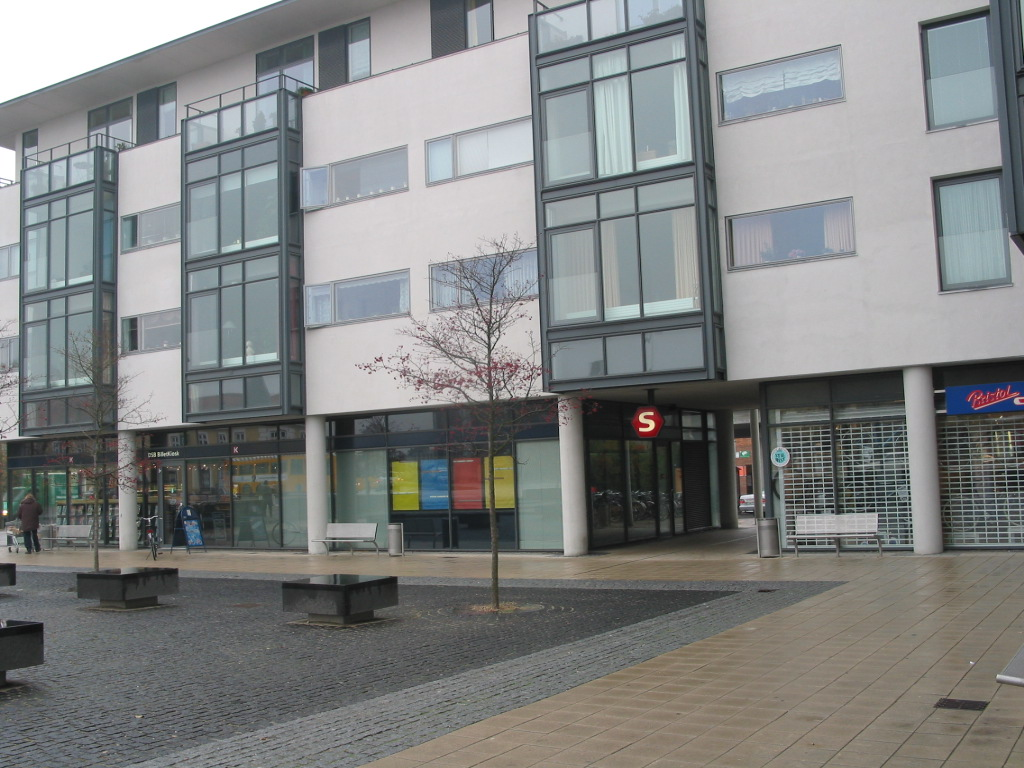
Баґсвер
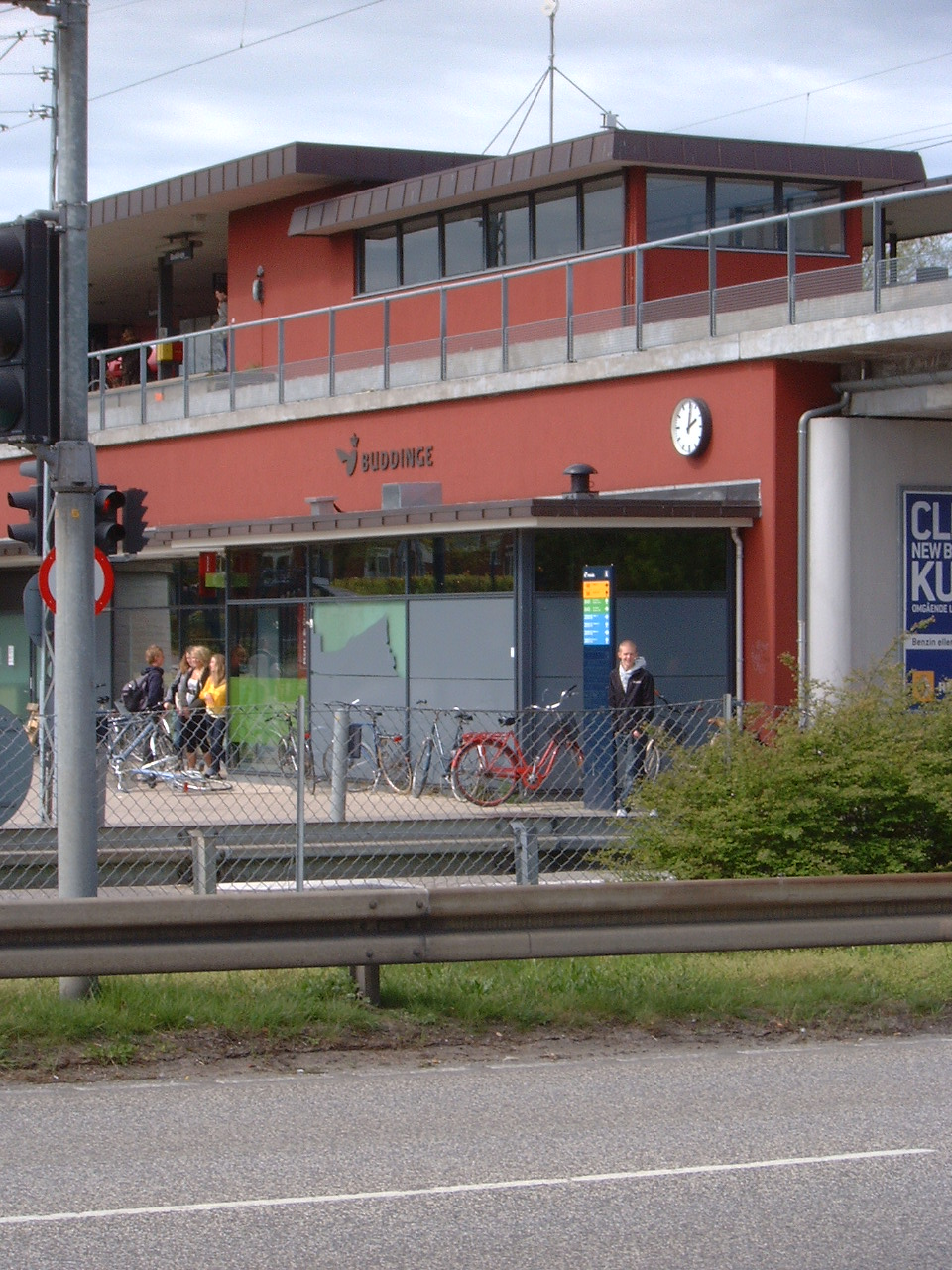
Буддінґе
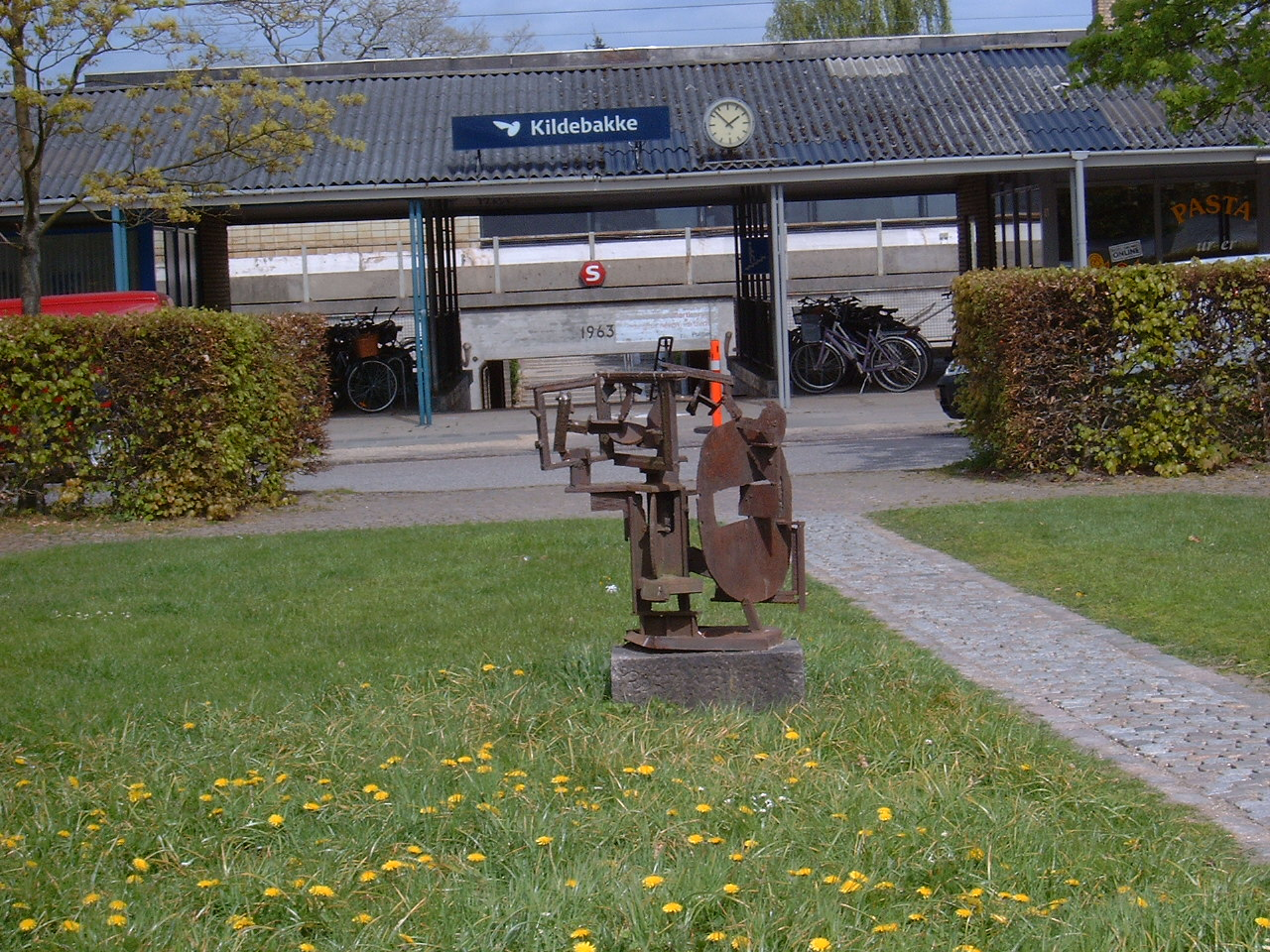
Кіллебакке
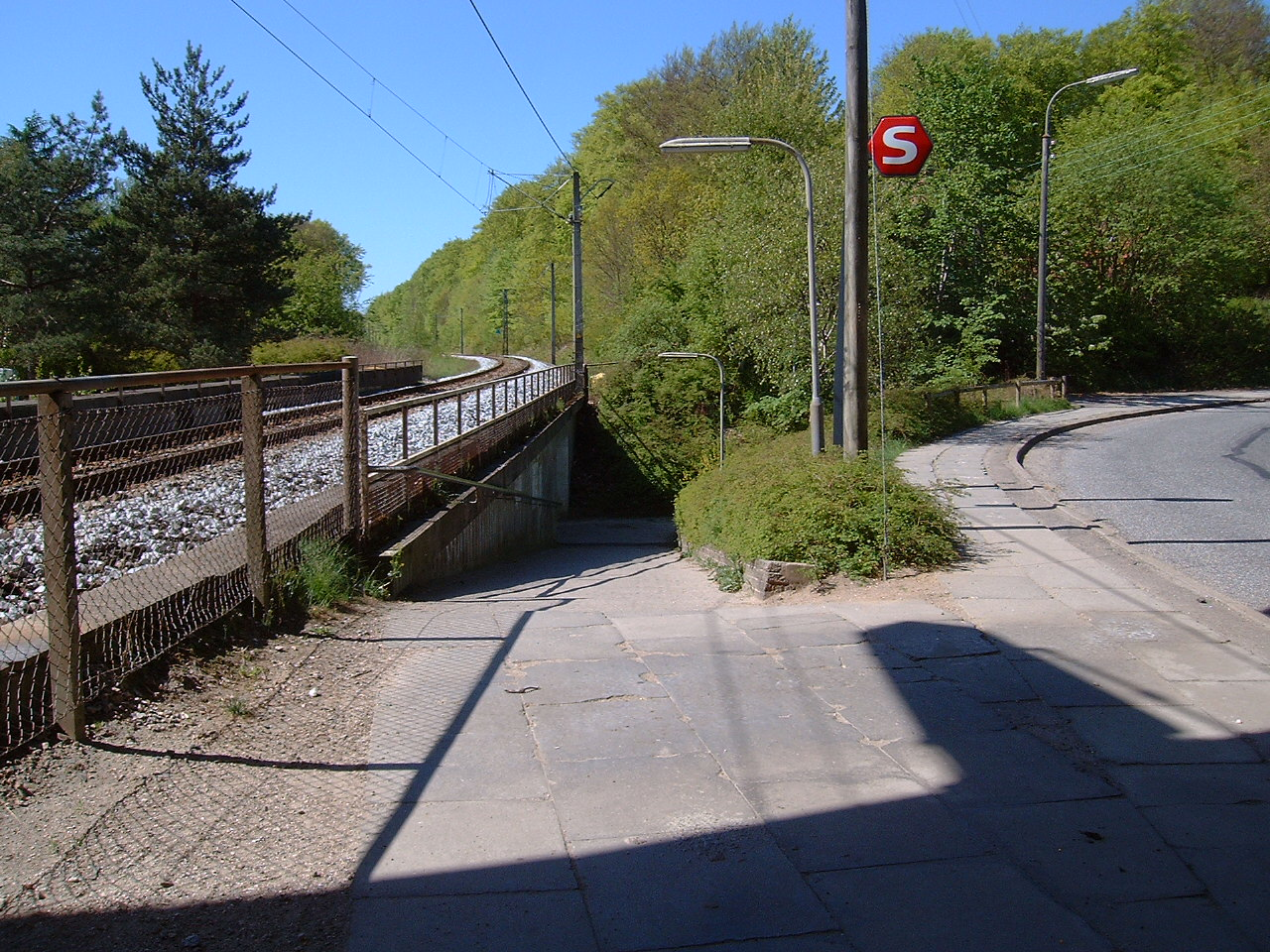
Скоубрюнет
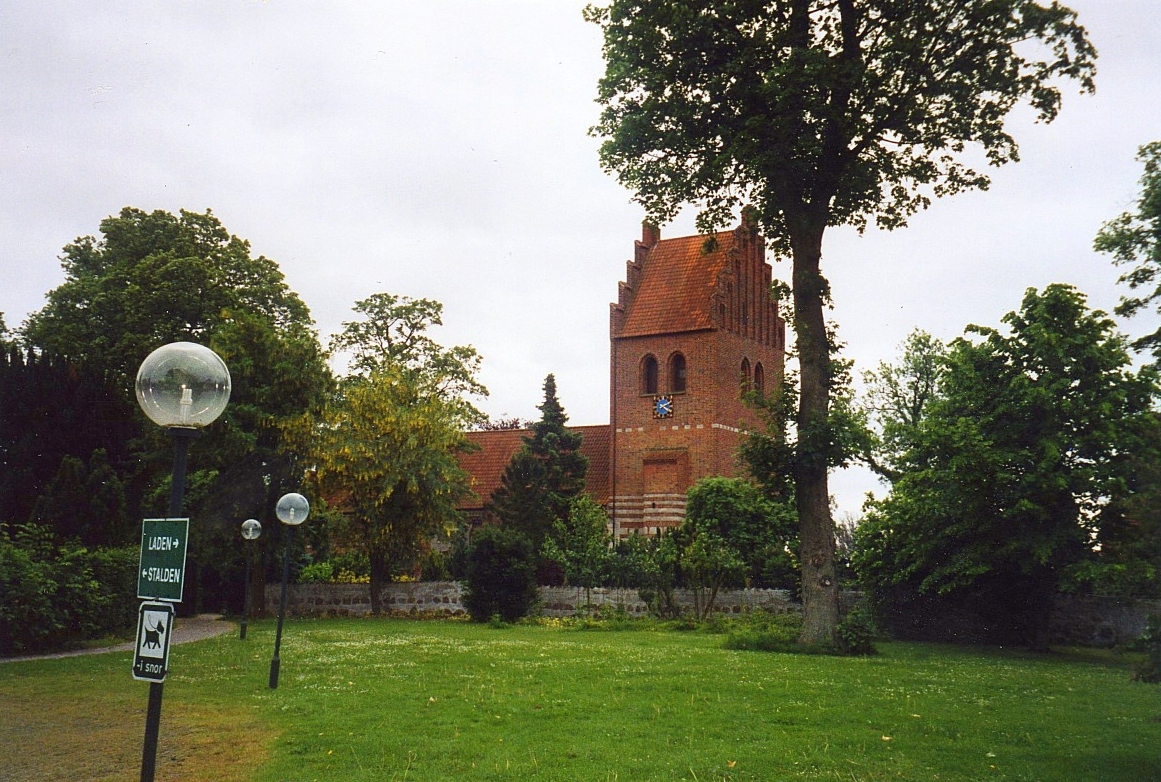
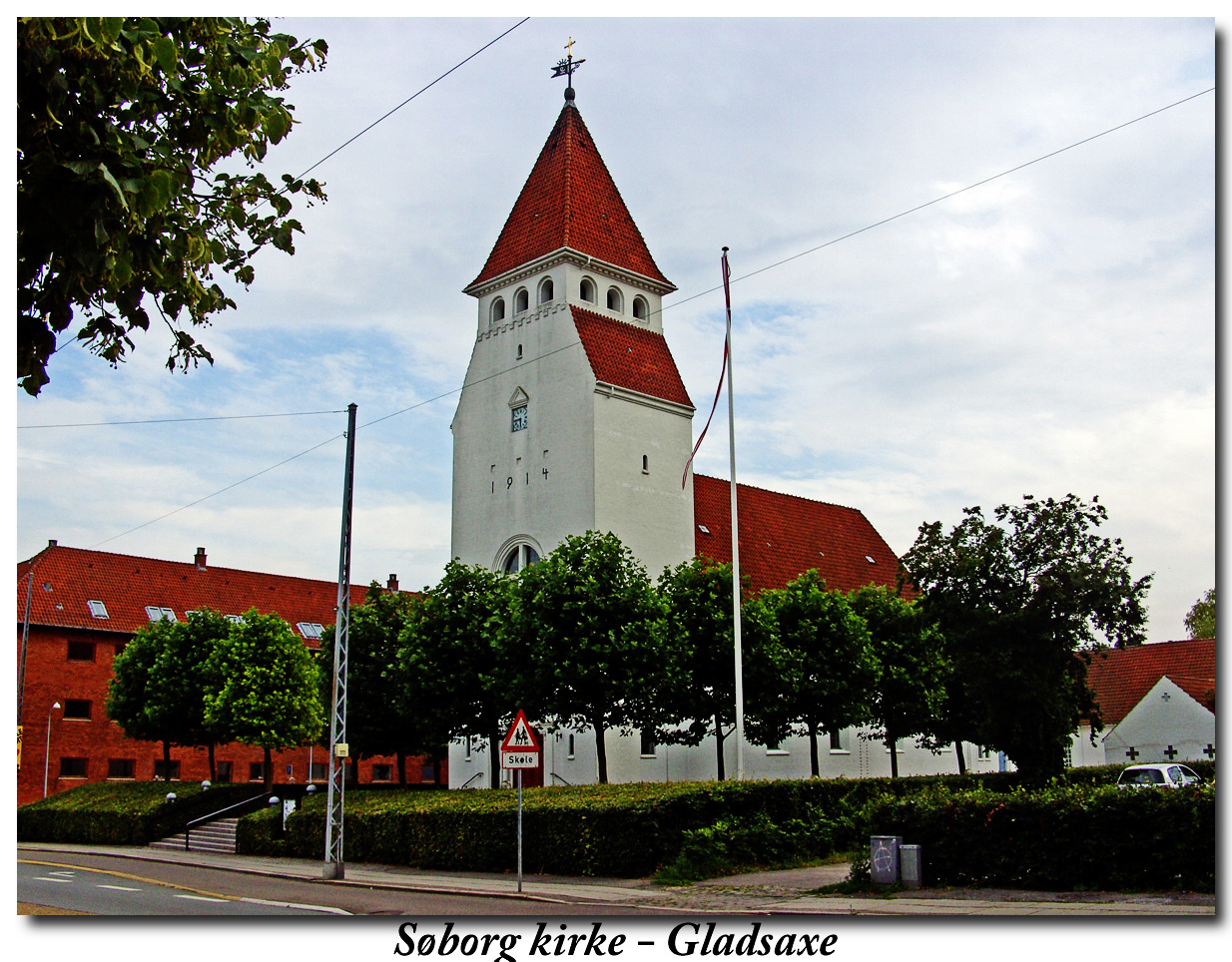